# Либражди

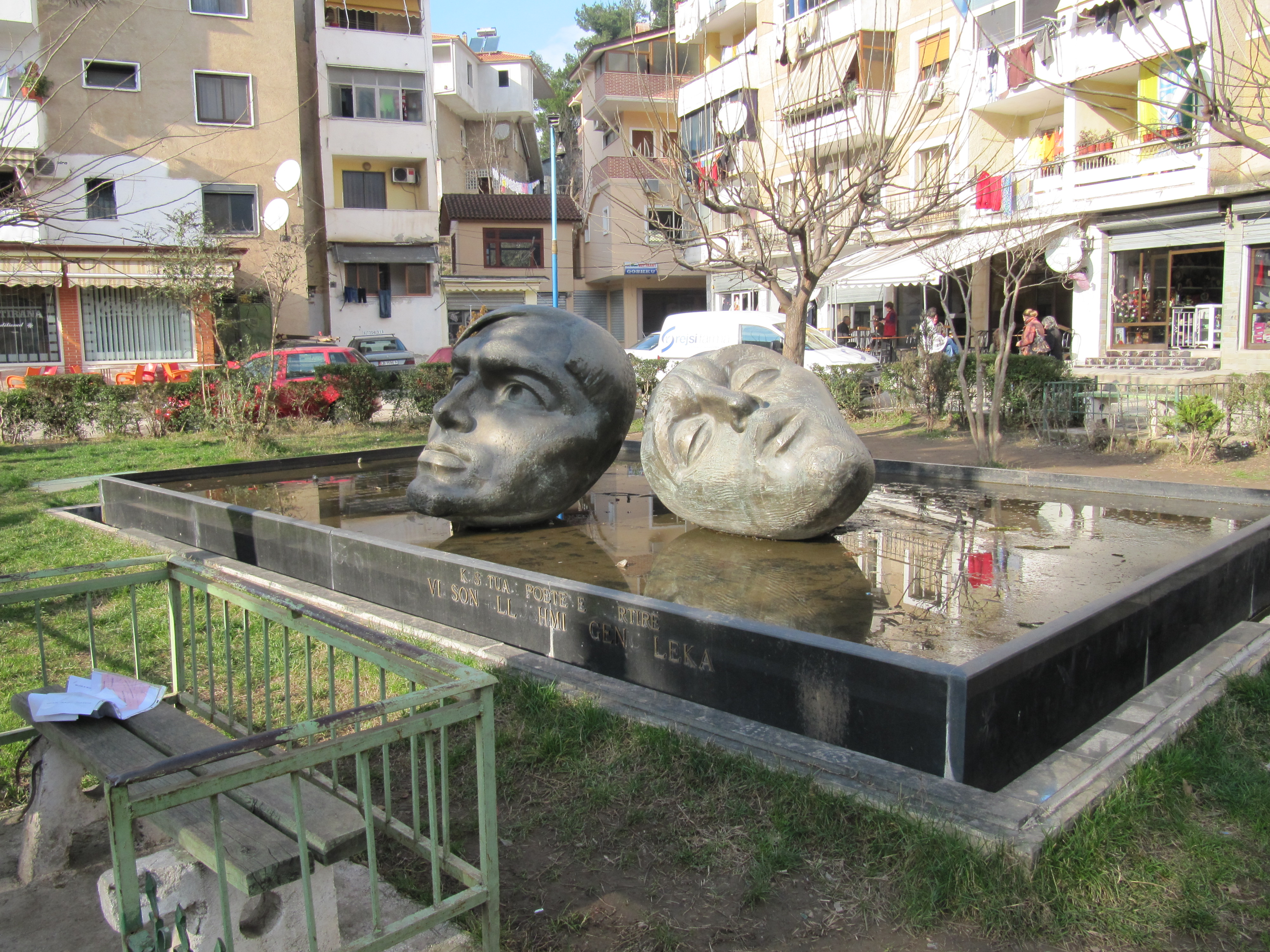
Памятник в центре Либражди

Либра́жди (алб. Librazhd) — город в Восточной Албании в префектуре Эльбасан, центр одноимённого округа. Находится на стратегической дороге из Тираны в Северную Македонию и Грецию. Через город протекает река Шкумбини.